# Humber Hawk
Humber Hawk är en personbil, tillverkad i tre generationer av den brittiska biltillverkaren Humber mellan 1945 och 1967.

## Hawk Mk I - II (1945-49)
Hawk Mk I var den första Humbermodell som presenterades efter andra världskriget. Den var dock baserad på mellankrigsmodellen Hillman 14 hp. Hawk hade separat ram och sidventilsmotor, men individuell framvagnsupphängning med tvärställd bladfjäder.
Hösten 1947 kom Mk II med rattväxelspak.

## Hawk Mk III - VI (1948-57)
Hawk Mk III presenterades på bilsalongen i London 1948. Bilen hade fått skruvfjädrar fram och hypoidbakaxel. Karossen hade ritats av Raymond Loewys designstudio.
1950 kom Mk IV med större motor och 1952 Mk V med modifierad kaross.
Mk VI från 1954 fick toppventilmotor och längre kaross med större bagageutrymme. Från 1955 såldes även en kombi-version.

### Motor
| Modell  | Motor              | Cylindervolym | Effekt | Bränslesystem   |
| ------- | ------------------ | ------------- | ------ | --------------- |
| Mk III  | 4-cyl radmotor sv  | 1944 cm³      | 58 hk  | Enkel förgasare |
| Mk IV-V | 4-cyl radmotor sv  | 2267 cm³      | 60 hk  | Enkel förgasare |
| Mk VI   | 4-cyl radmotor ohv | 2267 cm³      | 70 hk  | Enkel förgasare |

## Hawk Series I - IV (1957-67)
Hawk Series I var en helt ny konstruktion med självbärande kaross. Karossen delades med den större Super Snipe-modellen.
Hösten 1960 kom Series II med servoassisterade skivbromsar fram.
Series III från hösten 1962 hade större bränsletank och större bakruta.
Series IV från hösten 1964 modifierades kraftigt, med ny taklinje och större fönsterytor.